# Daniel Tunnard
Daniel Tunnard (3 de junio de 1976, Sheffield, Reino Unido) es un autor inglés radicado en Buenos Aires, Argentina. Su primer libro, Colectivaizeishon, fue publicado en septiembre de 2013 por Reservoir Books. En 2016 publicó su segundo libro, Trenspotting en los ferrocarriles argentinos donde recorrió casi todos los servicios ferroviarios del país.

## Primeros años
Nacido en Sheffield, Reino Unido, Tunnard se radicó en Buenos Aires en 1999.

## Carrera
Tunnard publicó su primer libro, Colectivaizeishon, en 2013. Una remembranza de sus reflexiones y recuerdos de haber tomado 140 líneas de colectivos en Buenos Aires. Inicialmente empezó el proyecto en 2009, pero lo dejó luego de solo haber tomado siete líneas. Retomó el proyecto en 2011 y en los siguientes seis meses logró tomar todas las líneas de colectivos de Buenos Aires. Tunnard documentó el proceso en su blog y posteriormente publicó artículos en español para el diario La Razón (Buenos Aires) y en inglés para el sitio "The Argentina Independent". Tunnard también realizó presentaciones de stand-up en inglés y castellano en Buenos Aires, Argentina con el grupo humorístico llamado "GrinGo Stand Up".
En 2016 publicó el libro Trenspotting en los ferrocarriles argentinos con Editorial Marea, donde cuenta sus anécdotas tras haber tomado casi todos los servicios ferroviarios de la Argentina.

## Vida personal
Se encuentra casado con su segunda esposa, María Josefina Fonseca, desde abril de 2011. En 2015 se mudaron juntos a Concepción del Uruguay, en Entre Ríos.